# Versets sataniques du Coran
Pour le roman de Salman Rushdie, voir Les Versets sataniques.
L'expression versets sataniques évoque des versets (ʾāyāt) particuliers du Coran où Satan aurait fait dire à Mahomet des paroles empreintes de conciliation avec les idées polythéistes. Cet épisode concerne les versets 19 à 23 de la sourate 53 (النَجْم [An-Najm], L'Étoile). Cet incident aurait eu lieu à La Mecque, huit ans avant l'hégire (هجرة [hijra], « émigration, rupture, séparation, exil »). L'épisode est « rapporté dans de nombreuses sources du commentaire islamique ».
L'expression a été inventée par l'orientaliste écossais Sir William Muir dans les années 1850 et Salman Rushdie l'a retenue comme titre de son livre Les Versets sataniques (1988), ces termes renvoyant explicitement aux versets de la sourate 53.
Le terme « versets sataniques » est une appellation occidentale, inusitée dans la tradition arabo-musulmane.

## Résumé
L'épisode des versets sataniques relate un événement issu des biographies (sîyar) de Mahomet par Ibn Sa'd et Tabari, au cours duquel Satan aurait fait prononcer des versets hérétiques à Mahomet que l'ange Gabriel ne lui aurait pas révélé. Alors qu'il était en conflit avec les Quraychites sur le rejet des idoles, et désirait ardemment la conversion de son peuple, Mahomet récite la sourate de l'Étoile récemment descendue devant l'assemblée des Quraysh. Satan aurait alors profité du désir de Mahomet pour lui faire dire « des paroles de compromission et de réconciliation » en parlant des trois divinités principales du panthéon chez les polythéistes mecquois, Al-Lat, al-Uzza et Manat : « Ce sont les sublimes déesses et leur intercession est certes souhaitée ». Al-Lat, al-`Uzzâ, et Manât étaient des déesses préislamiques. Les musulmans et les polythéistes se seraient alors inclinés ensemble. L'événement aurait réconcilié temporairement les Mecquois et permis le retour des immigrés en Abyssinie, qui auraient eu vent de la réconciliation. Gabriel aurait alors signalé à Mahomet qu'il s'était trompé dans la récitation, et celui-ci aurait alors récité à nouveau la sourate devant les Quraysh sans erreur, ce qui aurait amené la rupture définitive entre les musulmans et les Quraysh. C'est à cet événement que le verset 52 de la sourate 22 ferait alors référence, Allah signalant à Mahomet que Satan aurait ainsi induit en erreur tous les prophètes avant lui, mais que Lui même corrigeait les erreurs. Pour Tabari, les versets 53:21–26 qui précisent que seul Allah permet l'intercession, et n'accepte pas celle des divinités païennes, seraient liés à cet événement.

## Récit de Tabari
Le récit des « versets sataniques » a notamment été transmis par Ibn Sa'd et par Tabari (839-923), historien et commentateur sunnite qui rapporte ainsi cette anecdote :

« Alors fut révélée au Prophète la sourate de l'Étoile (sourate n°53). Il se rendit à la mosquée, où étaient réunis les Quraychites, et récita cette sourate.

Lorsqu'il fut arrivé au verset :
S.53 v.19 « Avez-vous vu al-Lât et al-'Uzzâ ? »
S.53 v.20 « Et Manât cette autre idole, la troisième ? »
S.53 v.21 « Vous auriez les garçons et Il [Dieu] aurait les filles ? »
S.53 v.22 « Voilà donc un partage bien injuste ! »
Iblîs vint et mit dans sa bouche ces paroles (à la place des v. 21 et v.22): 
« Ces idoles sont d'illustres "divinités" (terme: Gharânîq, ou dans d'autres traductions, des "grues") »
« dont l'intercession doit être espérée. »
Les incrédules furent très heureux de ces paroles et dirent : 
« Il est arrivé à Mahomet de louer nos idoles et d'en dire du bien. »
Le Prophète termina la sourate, ensuite il se prosterna, et les incrédules se prosternèrent à son exemple, 
à cause des paroles qu'il avait prononcées, par erreur, croyant qu'il avait loué leurs idoles.
Le lendemain, Gabriel vint trouver le prophète et lui dit : 
« Ô Mahomet, récite-moi la sourate de l'Étoile. »
Quand Mahomet en répétait les termes, Gabriel dit : 

« Ce n'est pas ainsi que je te l'ai transmise (cette sourate). J'ai dit : « Ce partage est injuste ». Tu l'as changée et tu as mis autre chose à la place de ce que je t'avais dit. »
Le prophète, effrayé, retourna à la mosquée et récita la sourate de nouveau. Lorsqu'il prononça les paroles : 
« Et ce partage est injuste »
Les incrédules dirent : 
« Mahomet s'est repenti d'avoir loué nos dieux. »
Le prophète fut très inquiet et s'abstint de manger et de boire pendant trois jours, craignant la colère de Dieu. 
Ensuite Gabriel lui transmit le verset suivant (Sourate le Pèlerinage n°22, verset 51): 
S.22 v.51 « Et il n'est aucun prophète avant toi ni aucun envoyé qui n'ait espéré [la guidance de sa communauté] ; lors le diable sema le trouble chez [ceux qui faisient l'objet de] leurs espérances mais Dieu effaça ses suggestions [du cœur des croyants] tout en confirmant Ses versets et Dieu est Très Puissant, Très Sage »
Dieu rassura ainsi le Prophète. Les incrédules s'en éloignèrent de nouveau.
. »

Le terme gharaniq est un hapax. Les commentateurs écrivent qu'il s'agit des grues, dont les formes au singulier en arabe sont ghirnīq, ghurnūq, ghirnawq et ghurnayq, avec des formes proches pour corbeau, et aigles.

## Des versets controversés
Ces versets sont qualifiés de « sataniques » en raison du cinquante-deuxième verset de la sourate 22 (Al-Hajj), dans lequel Allah abroge des versets que Satan a fait prononcer aux prophètes. La tradition savante arabo-musulmane voit dans ce passage une tentative de compromis avec le polythéisme, qui laisserait place à l'intercession de divinités païennes auprès de Dieu, mais qui n'aurait eté dictée que par Satan.
Pour C. Robin le terme est obscur et « reconnaît assurément aux trois déesses (al-Lat, al-Uzza et Manat) une essence surnaturelle ». L'épigraphie permet de comprendre que les « filles de Îl » (terme probablement à l'origine de l'expression « fille d'Allah ») désigne des êtres surnaturels ayant un rôle de messager. Il s'agit d'un terme théologique polythéiste qui correspond au concept d'ange dans le monothéisme. La compromission est donc double puisqu'elle inclut des divinités préislamiques à la théologie musulmane par l'usage d'une terminologie polythéiste.
Cette tentative de synthèse théologique a rapidement été récusée « parce qu'il [Mahomet] n'était pas en position de force et semblait avoir cédé sur le monothéisme ». Une autre synthèse semblable se trouve, pour l'épigraphiste et orientaliste Christian Julien Robin, dans la reprise du nom Ar-Rahman pour Allah. L'historien identifie dans cette appellation un nom dérivé de « Rahmanan », qui désigne Dieu chez les juifs et d'autres communautés monothéistes vivant dans l’Arabie préislamique, que ce soit chez des chrétiens, ou chez le prédicateur Musaylima al-kadhdhâb, un rival de Muhammad,.
Lors de l'épisode des versets sataniques, Mahomet fait des concessions à l'unicité divine (tawḥīd) afin d'attirer à sa nouvelle religion les Quraych polythéistes. Cet épisode est cité par Tabari. Si la version d'Ibn Hichâm des écrits d'Ibn Ishaq ne fait pas mention de cet épisode, Alfred Guillaume le réintègre au texte original d'Ibn Ishaq à partir des écrits de al-Tabari. En effet, l'immense majorité du contenu historique de l'édition d'Ibn Hisham provient d'Ibn Ishaq. Néanmoins, il a retranché beaucoup, semble-t-il, des épisodes, dont probablement celui-là.
Dans l'ouvrage collectif, Le Coran des historiens, Christian Julien Robin cite ces deux versets qui « auraient été déclamés, puis abrogés parce qu'ils ne s'accordaient pas avec le monothéisme radical de la prédication muhammadienne. La vulgate ne les reproduit pas, au contraire d'autres versets également abrogés, ce qui souligne la gêne qu'ils ont provoquée » :
« 
19. Avez-vous considéré al-Lat et al-Uzza
20. Et Manat, cette troisième autre?
20. bis [Ce sont les sublimes Déesses
20. ter. et leur intercession est certes souhaitée]
21. Avez-vous le Mâle et Lui la Femelle !
 »
Christian Julien Robin poursuit en signalant que Mahomet a rapidement récusé cette tentative de synthèse entre polythéisme et monothéisme mais, paradoxalement, « bien plus tard, c'est une synthèse très semblable qu'il accepte quand, revenu en vainqueur, il propose l'assimilation d'Ar-Rahman avec Allah ». L'historien identifie dans cette appellation un nom dérivé de « Rahmanân », qui désigne le dieu des juifs vers le VIe siècle dans l'Arabie préislamique, mais aussi les dieux d'autres communautés monothéistes vivant dans la même région, que ce soit chez des chrétiens, ou chez le prédicateur Musaylima, un rival de Muhammad,. À l'appui de cette analyse, Christian Robin précise : « Dans l'invocation bi-(i)smi (A)llâh ar-Rahmân ar-rahïm, il est clair que ar-Rahmân était à l'origine un nom propre et que le sens premier était : « au nom du dieu ar-Rahmàn le miséricordieux ». Aux arguments historiques, on peut ajouter qu'en arabe, le mot rahmân ne se trouve que dans ce contexte ».

## Historicité
L’authenticité de ce récit est généralement admise. Pour certains orientalistes, il pourrait refléter une volonté de rapprochement avec les polythéistes. Si certains auteurs comme Caetani considèrent ce récit comme une invention a posteriori, la majorité des chercheurs en défendent l'authenticité. Crone remarque néanmoins que ces versets sataniques s'intégreraient difficilement à la sourate 53.

## La construction d'une figure de prophète infaillible
Shahab Ahmed, auteur d'une monographie sur le sujet, observe que dans les commentaires les premières Sirah, l'histoire était universellement acceptée et impliquait une conception de prophètes livrés à une lutte continue. Ce n'est que plus tard, dans la période de recension des collections de hadith, que l'orthodoxie réclamait un prophète infaillible. Selon Ibn Taymiyyah: « Les premiers érudits (Salaf) considéraient [l'histoire des] versets des grues conformément au Coran. Les suivants (Khalaf), qui suivaient l'opinion des premiers, disent que ces traditions ont des chaînes authentiques et que le Coran lui même témoigne [de l'évenement] ».
L'idée d'un prophète purifié apparaît dans certaines biographies anciennes. Ainsi, un hadith raconte une purification du cœur de Mahomet par des anges[réf. nécessaire]. Pour autant, le principe d'infaillibilité et de préservation du péché n'a pas pour origine le texte coranique, ni les hadiths. Il apparaît sous l'influence de la pensée orientale et à travers les chiismes avant d'intégrer la foi sunnite. Il concernait à ses origines l'Imam. Cette notion, isma, évolue de la préservation de la simple révélation coranique à l'infaillibilité de l'ensemble des prophètes. Certains courants de l'islam ont alors continué à défendre, en s'appuyant sur le texte coranique, l'existence de péchés commis par les prophètes et Mahomet, entre autres, durant leur mission prophétique.
Les XIIe et XIIIe siècles voient encore, à la suite des apports logiques de la philosophie grecque, une opposition entre ces différents courants, certains limitant l'impeccabilité de Mahomet et des prophètes, d'autres présentant des justifications aux péchés présentés dans le texte coranique. Une opposition est faite dans le courant muʿtazilite entre des fautes graves dont auraient été exemptés les prophètes et les fautes légères dues à l'inadvertance qu'ils ont pu commettre. Ainsi, certaines justifications sont présentées et étudiées par Fakhr ad-Dîn ar-Râzî (XIIe – XIIIe siècle), défenseur d'une préservation des prophètes des erreurs et péchés. Les versets sataniques sont pour certains mis en doute, pour d'autres ils auraient été mal compris et auraient été à l'origine une phrase interro-négative, ou encore auraient désigné des anges et non les trois déesses. Pour d'autres encore, Satan aurait parlé et non Mahomet, niant ainsi une faute grave commise par le prophète. Selon l'islamologue Nadjet Zouggar, ces explications sont fondées sur des arguments que l'on peut qualifier de dialectiques ou spéculatifs, plutôt que scripturaires.
Néanmoins, certains auteurs musulmans modernes rejettent ce récit, considérant que les versets actuels du Coran sont cohérents. Pour eux, le récit aurait été majoritairement accepté pour des raisons théologiques, celui-ci mettant en valeur le rôle passif de Mahomet dans la réception de la révélation coranique. Néanmoins, pour Bell, les versets 21-22 et 23 sont des ajouts postérieurs au texte. Du point de vue du consensus actuel musulman, Mahomet, en tant que messager du message divin, ne saurait avoir ni sa foi, ni sa sincérité remises en cause, ni même voir sa vie être ramenée à une vie banale où l'erreur est possible[réf. nécessaire]. Pour Ibn Warraq, cette supposée concession à l'idolâtrie pose un problème : « quelle foi pourrions-nous avoir en un homme qui peut être aussi facilement corrompu par l'esprit du mal […]. Comment pouvons-nous être sûrs que d'autres passages ne sont pas inspirés par le diable ? ».